# Stipa tuckeri
Stipa tuckeri är en gräsart som beskrevs av Ferdinand von Mueller. Stipa tuckeri ingår i släktet fjädergrässläktet, och familjen gräs. Inga underarter finns listade i Catalogue of Life.